# Georgi Kabakov
Georgi Nikolov Kabakov (Bulgaria - 22 de febrero de 1986) es un árbitro de fútbol búlgaro internacional desde 2013 y arbitra en la Primera Liga de Bulgaria.

## Torneos de selecciones
Ha arbitrado en los siguientes torneos de selecciones nacionales:
- Campeonato Europeo de la UEFA Sub-19 2013 en Lituania
- Clasificación para la Eurocopa Sub-21 de 2015
- Clasificación al Campeonato Europeo Sub-17 de la UEFA 2014
- Torneo Esperanzas de Toulon de 2014
- Clasificación al Campeonato Europeo de la UEFA Sub-19 2015
- Campeonato Europeo de la UEFA Sub-19 2015 en Grecia
- Clasificación para el Campeonato Europeo de la UEFA Sub-19 2017
- Clasificación de UEFA para la Copa Mundial de Fútbol de 2018
- Liga de las Naciones de la UEFA 2018-19
- Clasificación para la Eurocopa Sub-21 de 2019
- Clasificación para la Eurocopa 2020
- Eurocopa Sub-21 de 2019 en Italia y San Marino
- Copa Mundial de Fútbol Sub-17 de 2019 en Brasil[2][3]

## Torneos de clubes
Ha arbitrado en los siguientes torneos de internacionales de clubes durante varios años:
- UEFA Europa League
- Liga de Campeones de la UEFA
- Liga Juvenil de la UEFA